# Milan Petržela
Milan Petržela (Praag, 19 juni 1983) is een Tsjechische betaald voetballer die sinds de zomer van 2012 uitkomt voor FC Augsburg.

## Clubcarrière
Rezek begon zijn professionele voetbalcarrière in 2002 bij FK Drnovice. Vervolgens speelde hij voor 1. FC Slovácko, Sparta Praag, FK Jablonec en FC Viktoria Pilsen. Met die laatste club werd hij in 2011 kampioen van Tsjechië. Op 3 juli 2012 werd hij overgenomen door de Duitse club FC Augsburg, dat kort daarvoor ook de Estische international Ragnar Klavan had ingelijfd.

## Interlandcarrière
Op 12 oktober 2010 maakte Rezek zijn debuut als international in een vriendschappelijke wedstrijd tegen Liechtenstein. Sindsdien speelde hij 10 wedstrijden voor Tsjechië, waarin hij nog niet tot scoren kwam. Hij maakte deel uit van de selectie voor het EK 2012, waar hij één keer als invaller in het veld kwam.
1 Čech  ·
2 Gebre Selassie ·
3 Kadlec ·
4 Suchý ·
5 Hubník ·
6 Sivok ·
7 Necid ·
8 Limberský ·
9 Rezek ·
10 Rosický ·
11 Petržela ·
12 Rajtoral ·
13 Plašil ·
14 Pilař ·
15 Baroš ·
16 Laštůvka ·
17 Hübschman ·
18 Kolář ·
19 Jiráček ·
20 Pekhart ·
21 Lafata ·
22 Darida ·
23 Drobný ·
Coach: Bílek